# Honda N-One
La Honda N-One è un'autovettura appartenente alla categoria di auto chiamate kei car, prodotta dalla casa automobilistica giapponese Honda dal 2012.

## Prima serie (JG1/2; 2012-2020)
La prima serie dell'N-One è stata presentata nel 2012 ed montabil motore siglato S07A, un tricilindrico da 658 cm³ in versione aspirata da 58 CV e turbocompresso da 64 CV di potenza, montato in posizione anteriore/trasversale, con di serie la trazione anteriore o in opzione su ambedue gli assi. La trasmissione è affidata ad un cambio CVT oppure ad un manuale a 6 velocità. La carrozzeria è di tipo 2 volumi a 5 porte.

## Seconda serie (JG3/4; 2020)

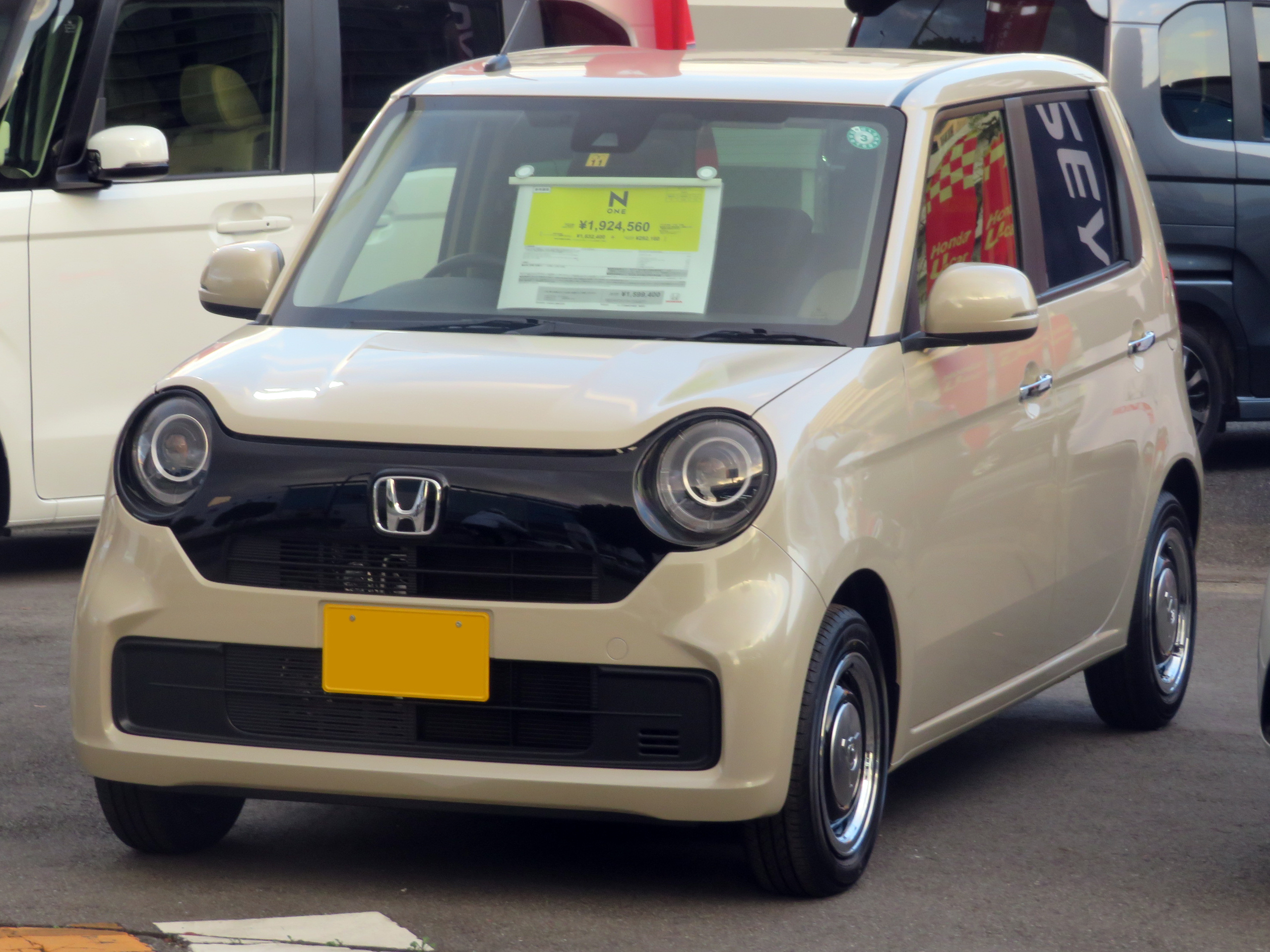
Honda N-ONE, II serie

Nel marzo 2020, Honda ha annunciato la seconda generazione dell'N-One sul proprio sito Web giapponese. Il modello di seconda generazione è stato successivamente introdotto sul mercato a novembre 2020.
I motori della seconda serie rimangono uguali a quelli della prima serie, ma cambia la sigla del motore S07B.